# Sadkó (pel·lícula)
Sadkó (rus: Садко) és una pel·lícula d'aventures i fantasia soviètica de 1953 dirigida per Aleksandr Ptuixkó i adaptada per Konstantin Isaiev, basada en l'òpera homònima de Nikolai Rimski-Kórsakov, que al seu torn es va basar en un bilina (conte èpic) rus del mateix nom. La música és la partitura de Rimski-Kórsakov.
La pel·lícula va ser estrenada en la Unió Soviètica per Mosfilm al gener de 1953. Va ser distribuïda als Estats Units per Artkino Pictures amb subtítols en anglès més tard en 1953, i en 1962 va ser doblada a l'anglès per The Filmgroup Inc. de Roger Corman i distribuïda com The Magic Voyage of Simbad («El viatge màgic de Simbad»).

## Argument
Aquesta història es basa en les llegendes contades en l'antiguitat en l'antiga ciutat russa de Nóvgorod (la capital de la República de Nóvgorod). Els comerciants de Nóvgorod estan festejant en un bell palau. Un jove intèrpret de gusli anomenat Sadkó es vana que pot portar a la seva terra un ocell de la felicitat de dolça veu. Els comerciants es burlen d'ell per la seva valentia i li diuen que la seva cerca és impossible. No obstant això, Sadkó emprèn un viatge per a portar l'ocell de la felicitat a Nóvgorod. La filla del Rei de l'Oceà li ofereix ajuda: està hipnotitzada pel cant de Sadkó i està enamorada d'ell. Sadkó visita moltes terres en la seva cerca de l'ocell, incloent l'Índia, Egipte i altres països. Sadkoó no pot capturar l'ocell de la felicitat i torna amb les mans buides. Però al seu retorn a Nóvgorod, Sadko s'adona que no hi ha millor terra que la seva pàtria, i no hi ha necessitat d'anar molt lluny a la recerca de la pròpia felicitat.

## Repartiment
- Serguei Stoliarov com Sadkó.
- Alla Larionova com Liubava.
- Ninel Mixkova com la Princesa del Llac Ilmen.
- Boris Surovtsev com Ivaixka el nen.
- Mikhaïl Troianovski com Trifon.
- Nadir Malixevski com Vyaixta el gegant.
- Nikolai Kriutxkov com Omelian Danilovitx.
- Ivan Pereverzev com Timofei Larionovitx.
- Iuri Leonidov com Kuzma Larionovitx.

## Premis
Sadkó va guanyar el premi «Lleó de Plata» a la 14a Mostra Internacional de Cinema de Venècia, i els jutges del festival van incloure a l'actor principal Serguei Stoliarov en una llista dels millors actors del món en els 50 anys d'història del cinema.

## The Magic Voyage of Sinbad

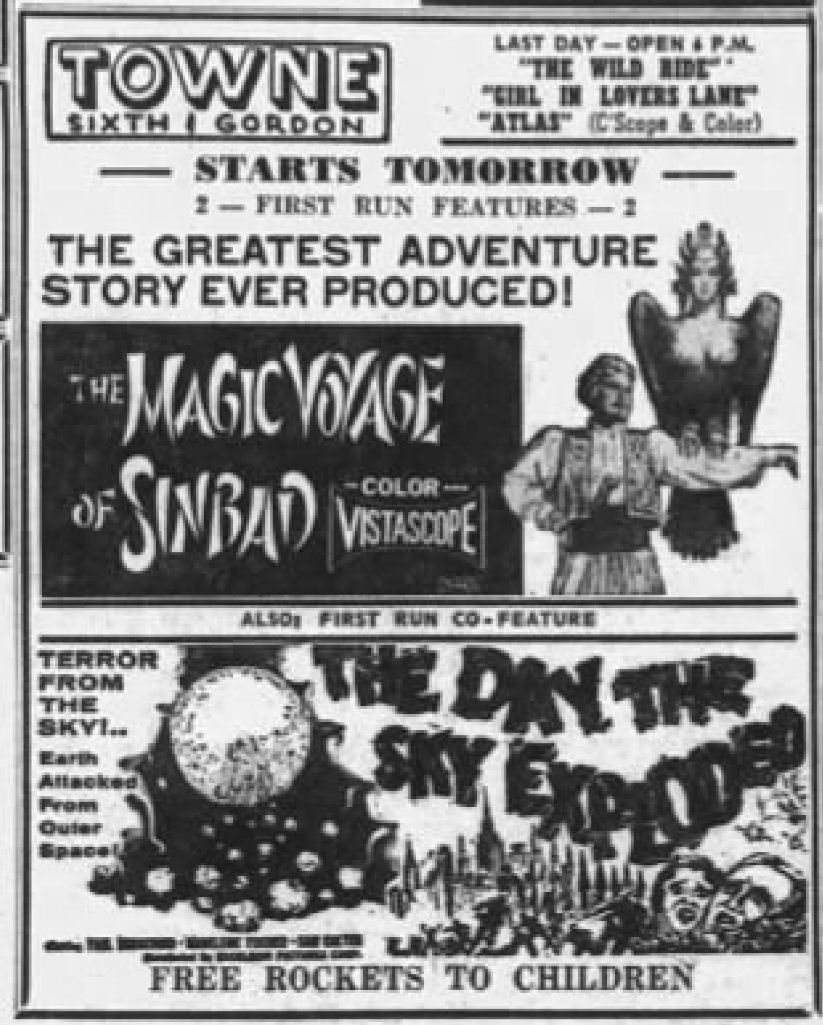
Cartell anunciant "The Magic Voyage of Sinbad"

Sadkó es va mostrar per primera vegada als Estats Units en 1953 amb subtítols en anglès, distribuïda per Artkino Pictures Inc.
La pel·lícula va ser rellançada als Estats Units el 1962 en una forma doblada a l'anglès i lleugerament modificada per Filmgroup de Roger Corman sota el títol The Magic Voyage of Sinbad («El viatge màgic de Simbad»). Conserva l'estructura de la trama de Sadkó però inclou diversos canvis: el temps total de durada es redueix d'aproximadament 85 a 79 minuts (la major part del metratge eliminat consisteix en escenes en les quals s'interpreten cançons, encara que una cançó es conserva i es canta en anglès), s'agrega una narració en veu en off, el protagonista «Sadkó» passa a dir-se «Sinbad» i es canvia el nom d'altres personatges i llocs per a disfressar l'origen rus de la pel·lícula i transformar-la en una història sobre Sinbad el marí (potser el més important, la ciutat de Nóvgorod passa a dir-se «Copasand»). El doblatge en anglès en aquesta versió li dona a la pel·lícula un to lleugerament més camp que la versió original, en la qual el diàleg té un to més polit i culte. L'elenc i els crèdits també es van modificar a noms inventats amb «so estatunidenc». L'«adaptador de guió» d'aquesta versió de la pel·lícula, sense acreditar, va ser un jove Francis Ford Coppola.
Aquesta versió de la pel·lícula es va presentar en la temporada 5, episodi 505, de Mystery Science Theater 3000 en 1993, a pesar que Kevin Murphy, la veu de Tom Servo, ha professat el seu amor per l'estil visual «impressionant» d'aquesta i altres pel·lícules de Aleksandr Ptushko en múltiples entrevistes.